# 好き好き大好き
『好き好き大好き』（すきすきだいすき）は、戸川純のソロ名義で発売された3枚目のオリジナル・アルバム。1985年11月10日にアルファレコード-HYSレーベルより発売された。

## 概要
- アルファレコードの戸川純個人レーベル「HYSレーベル」の第1弾アルバム。プロデュースおよびアートディレクターも戸川本人が担当した。
- プロモーション用のコメント映像と連作ミュージック・ビデオ「遅咲きガール」「好き好き大好き」「さよならをおしえて」「図形の恋（メイキング）」などが存在するが、「遅咲きガール」のミュージック・ビデオが戸川純＆ヤプーズ名義のビデオ『TOUR-LIVE'85〜'86』に収録されている以外は現在まで未発売である。
- 2006年にはSony Music Directより本作を含むアルファレコード時代の戸川純関連アルバム9作（上野耕路、戸川京子作品含む）がデジタルリマスタリングされた音源に帯、レコードレーベル、歌詞カード等が再現された紙ジャケット仕様で復刻された。なおジャケットはオリジナル・レコード盤ではE式であったが、この紙ジャケット盤ではA式になり、オリジナルを再現していない。また同時に戸川純関連映像作品2作もDVDで復刻された。

## 収録曲
1. ヘリクツBOY
  - 作詞：戸川京子・戸川純／作曲：小松世周／編曲：小松世周

ブラボー小松の家で遊びで作った曲「へたくそBOY」が原曲[1]。
2. 好き好き大好き
  - 作詞：戸川純／作曲：吉川洋一郎／編曲：吉川洋一郎

タイトルはR・D・レイン『好き?好き?大好き?』から取られた[2]。
歌詞カードに「アンチニヒリズムの直感認識」とあるが、「直感」ではなく「直観」が戸川の意図する表記である[3]。
1993年にボーカル参加した梵鉾（bom'boco）のアルバム『ラップたらちね』収録「スキスキ大スキ」は全くの別曲。
3. エンジェル ベイビー（EXTRA VERSION）
  - 作詞・作曲：Rosalie Hamlin／日本語詞：戸川純／編曲：岡野ハジメ・小松世周

歌詞中の「エンジェル」を、意図的に「イーンジュ」と発音している[4]。
Rosie & the Originals『ANGEL BABY』のカヴァー。
日本語詞：戸川純となっているが、訳したのは2か所のみでほとんどが英語のままである[5]。
シングル・ヴァージョンは未CD化となっている。
4. さよならをおしえて
  - 作詞：Jack Gold／作曲：Arnold Goland／仏語詞：Serge Gainsbourg／日本語詞：戸川純／編曲：国本佳宏

フランスの歌手、フランソワーズ・アルディ『さよならを教えて（Comment te dire adieu）』のカヴァー。歌詞は原詞の直訳ではない[6]。
翌1986年にヴォーカルを入れ直しシングル・ヴァージョンでシングル・カットされた。
5. 図形の恋
  - 作詞：泉水敏郎／作曲：泉水敏郎／編曲：小滝満
6. オーロラB
  - 作詞・作曲：Julie Scott, Maurizio Arcieri／日本語詞：戸川純／編曲：吉川洋一郎

Krisma (Chrisma) 『AURORA B』のカヴァー。歌詞は原詞の直訳ではない[7]。
7. 恋のコリーダ
  - 原作詞：小川敬一／作曲：服部公一／作詞：戸川純／編曲：国本佳宏

『レインボー戦隊ロビン』のエンディングテーマ、レインボーハーモニー「ロビンの宇宙旅行」の替え歌[8]。原曲と同じ歌詞はコーラスの「ラララ」のみである[8]。
8. 遅咲きガール（EXTRA VERSION）
  - 作詞：戸川京子／作曲：小松世周／編曲：岡野ハジメ・小松世周

ブラボー小松の家で遊びで作った曲「春メキガール」が原曲[1]。
シングル・ヴァージョンはベスト・アルバム『TOGAWA LEGEND』で初収録された。

## クレジット
ミュージシャン
- DRUMS：泉水敏郎
- BASS：岡野ハジメ（COURTESY OF ALFA MOON, INC. ）、中原信雄、櫻井哲夫
- GUITARS：比賀江隆男、小松世周、根本晴彦
- KEYBOARDS：戸川純、小滝満、国本佳宏、吉川洋一郎

## 発売形態
| 形態         | 発売日         | 品番       | 発売元                                            | 備考 |
| ------------ | -------------- | ---------- | ------------------------------------------------- | --- |
| LP           | 1985年11月10日 | HYS-28001  | アルファレコード-HYS 販売元：ワーナー・パイオニア | オリジナル発売日。 |
| CT           | 1985年11月10日 | YLC-22001  | アルファレコード-HYS 販売元：ワーナー・パイオニア | |
| CD           | 1985年11月25日 | 32XA-41    | アルファレコード-HYS 販売元：ワーナー・パイオニア | 【初CD化】 |
| CD           | 1993年08月21日 | ALCA-515   | アルファレコード 販売元：日本コロムビア           | 【CD再発】 |
| CD           | 1994年12月21日 | ALCA-9128  | アルファミュージック 販売元は東芝EMI              | 【CD再発】 |
| CD           | 2006年02月22日 | MHCL-715   | Sony Music Direct                                 | 【CD再発】 ※完全限定生産盤 2006年デジタルリマスタリング/紙ジャケット仕様（A式、オリジナルLP盤のE式を再現していない）                          |
| Blu-spec CD  | 2011年05月11日 | MHCL-20135 | Sony Music Direct                                 | 【CD再発】 ※2006年盤をBlu-spec CD化。完全限定生産盤 2006年デジタルリマスタリング/紙ジャケット仕様（A式、オリジナルLP盤のE式を再現していない） |
| Blu-spec CD2 | 2016年12月21日 | MHCL-30429 | Sony Music Direct                                 | 【CD再発】2016年デジタルリマスタリング。 |

### 音楽配信
※ダウンロード販売で、音楽配信されている。
| 形態         | 発売日         | 配信サイト       | 発売元            | 備考                                                |
| ------------ | -------------- | ---------------- | ----------------- | --------------------------------------------------- |
| 配信         | 2014年02月06日 | iTunes、mora他。 | Sony Music Direct | 2006年デジタルリマスタリング。                      |
| 配信         | 2016年12月21日 | iTunes、mora他。 | Sony Music Direct | 2016年デジタルリマスタリング。                      |
| ハイレゾ配信 | 2016年12月21日 | mora他。         | Sony Music Direct | 【初ハイレゾ音源化】 2016年デジタルリマスタリング。 |